# Китакамбара
Китакамбара (яп. 北蒲原郡 Китакамбара-гун) — уезд в Японии, расположенный на северо-востоке префектуры Ниигата. Площадь 37,99 км². Население 13 501 чел. (на 1 мая 2008 года). Плотность населения 358,33 чел./км².

## Состав
- посёлок Сэйро;
- посёлок Сибата (до 1 января 1947) — получил статус города;
- посёлок  Тоёсака (до 1 ноября 1970) — получил статус города, с 21 марта 2005 года часть города Ниигата;
- посёлок Тоёура (до 7 июля 2003) — поглощён городом Сибата;
- посёлки Ясуда, Суйбара и сёла Кёгасио и Сасаками (до 1 апреля 2004) — поглощёны городом Агано;
- посёлок Сиундзи и село Кадзикава (до 1 мая 2005) — поглощёны городом Сибата;
- посёлок Накадзё и село Курокава (до 1 сентября 2005) — поглощёны городом Тайнай.